# Jonkeria
Genre
Synonymes
- Dinophoneus, Robert Broom 1923,
- Dinopolus, Broom 1936,
- Dinosphageus, Broom 1929,
- Phoneosuchus, Broom 1929

Jonkeria est un genre fossile de thérapsides du groupe des dinocéphales et du sous-groupe des tapinocéphales. Ses espèces, qui vivaient au Permien, étaient de très grande taille et de régime alimentaire omnivore (quoique ce fût controversé). Ses fossiles sont issus du groupe de Beaufort, dans le désert du Karoo, en Afrique du Sud.

## Systématique
Le genre Jonkeria et l'espèce-type Jonkeria truculenta ont été décrits en 1916 par le paléontologue sud-africain d'origine néerlandaise Egbert Cornelis Nicolaas van Hoepen (1884-1966).

## Description

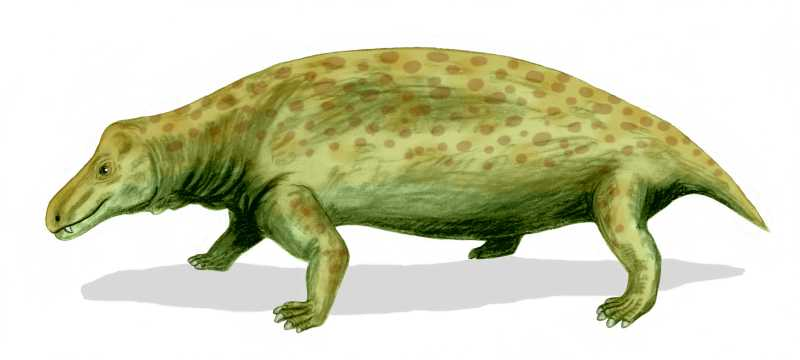
Reconstitution de Jonkeria truculenta par Nobu Tamura

La longueur totale de l'animal était de 3,5 mètres, voire plus (jusqu'à 4 à 5 mètres selon certaines estimations) et le crâne mesurait environ 55 cm de long. Le crâne est presque deux fois plus long que large, et le museau est allongé et pourvu d'incisives pointues, ainsi que de grandes canines. Les dents jugales étaient petites et les membres robustes. D'après Boonstra, Jonkeria ne peut pas être distingué de son parent Titanosuchus sur des caractères crâniens, mais seulement sur la longueur des membres, Jonkeria ayant des membres courts et trapus, à l'inverse de Titanosuchus.

## Liste des espèces
Une douzaine d'espèces ont été décrites, dont l'espèce type, Jonkeria truculenta, mais certaines d'entre elles ont été considérées comme des synonymes par Lieuwe Dirk Boonstra en 1969. Il n'y a pas eu de révision récente de ce genre.
Selon Paleobiology Database (19 septembre 2022) :
- † Jonkeria haughtoni Broom, 1929
- † Jonkeria ingens Broom, 1923
- † Jonkeria koupensis Boonstra, 1955
- † Jonkeria parva Boonstra, 1955
- † Jonkeria rossouwi Boonstra, 1955
- † Jonkeria truculenta Van Hoepen, 1916 - espèce type - Afrique du Sud, Permien
- † Jonkeria vanderbyli Broom, 1929

## Publication originale
- (en) E. C. N. van Hoepen, « A New Karroo Reptile », Annals of the Transvaal Museum, Pretoria, vol. 5, no 3,‎ 1916, p. 1 (ISSN 0041-1752 et 2226-9835, OCLC 1714046, lire en ligne).